# Station Sligo Mac Diarmada
Station Sligo-Mac Diarmada is een spoorwegstation in Sligo in het gelijknamige graafschap in Ierland. Sligo is het  geplande eindstation van de Western Railway Corridor. Het is tevens het eindpunt van de spoorlijn Dublin - Sligo.